# Pismo tai dam
Pismo tai dam – system pisma służący do zapisywania języka tai dam w Wietnamie i Laosie. Początki tego pisma nie są znane, ale kształt liter przypomina pismo tajskie i laotańskie. W przeciwieństwie do tych systemów pisma, które są abugidami, pismo tai dam jest „prawdziwym” alfabetem.